# Ricardo González Rotela
Ricardo González Rotela (Piribebuy, 7 febbraio 1945) è un ex calciatore paraguaiano, di ruolo difensore.